# Walentin Rudenko
Walentin Fjodorowitsch Rudenko (ukrainisch Валентин Фёдорович Руденко) (* 19. Februar 1938 in Jenakijewe; † 2. April 2016) war ein ukrainischer Großmeister für Schachkomposition.
Bis 2008 hat Rudenko mehr als 1000 Kompositionen geschaffen und damit über 200 Punkte in FIDE-Alben erreicht. Er ist ukrainischer Meister des Sports und erreichte einen 1. Preis bei einer Weltmeisterschaft der Schachkomposition. Rudenko wurde 1960 Internationaler Preisrichter für Schachkomposition. 1980 erhielt er den Großmeistertitel. Ab 1976 war er Cheftrainer einer Auswahl der Sowjetunion. Seine erste Komposition wurde bei einem Nachwuchsturnier von Schachmaty w SSSR veröffentlicht. Sie erhielt eine Ehrende Erwähnung. Er gewann dreimal die Meisterschaft der Ukraine. Er leistete wichtige Beiträge zur Entwicklung dreizügiger Mattaufgaben.
In Dnepropetrowsk wurde seine Autorenschule errichtet. Auf Vorschlag Rudenkos wurde von seinem Verband der 4. Januar als Internationaler Tag der Schachkomposition vorgeschlagen und durchgesetzt. Die folgende Komposition Rudenkos befand sich während der Mission Sojus 9 an Bord des Raumschiffs. Heute befindet sich der Ausschnitt, den die Besatzung mitgenommen hat, im Museum der Astronautik in Tscheboksary.
|   | a | b | c | d | e | f | g | h |   |
| 8 |   |   |   |   |   |   |   |   | 8 |
| 7 |   |   |   |   |   |   |   |   | 7 |
| 6 |   |   |   |   |   |   |   |   | 6 |
| 5 |   |   |   |   |   |   |   |   | 5 |
| 4 |   |   |   |   |   |   |   |   | 4 |
| 3 |   |   |   |   |   |   |   |   | 3 |
| 2 |   |   |   |   |   |   |   |   | 2 |
| 1 |   |   |   |   |   |   |   |   | 1 |
|   | a | b | c | d | e | f | g | h |   |

Lösung:

1. Lh6–f4!, und der schwarze Springer wird im nächsten Zug mit nachfolgendem 3. Lf1–e2 matt geschlagen, wenn er zieht. Auf einen Zug des h-Bauern folgt 2. Lf4xg3 und 3. Sd3–f2 matt.

Von Bedeutung ist bei der Aufgabe auch das Satzspiel, das heißt, was bei schwarzem statt weißem Anzug geschehen würde. Hier ergibt sich das Matt nach dem Zyklus 1. … Sc1 2. Sf4, 1. … Sd4 2. Sg1, 1. … Sf4 2. Sc1 und 1. … Sg1 2. Sc4 im jeweils folgenden Zug.
Zwei Jahre später wurde eine ähnliche Aufgabe von Uri Avner veröffentlicht.

## Quelle
- Andrei Seliwanow: Walentin Rudenko – 70 (19. Februar 2008, abgerufen am 19. Februar 2008) (russisch).